# Maison Gerbeaud
La Maison Gerbeaud (en hongrois : Gerbeaud-ház) est un édifice abritant les locaux de la pâtisserie Gerbeaud et de la brasserie Gerbeaud, dans le 5e arrondissement de Budapest. L'établissement est situé dans le quartier de Belváros, sur Vörösmarty tér. Il porte le nom d'Émile Gerbeaud, chocolatier hongrois originaire de Genève.
Ce site est desservi par la station Vörösmarty tér :    2 2A.

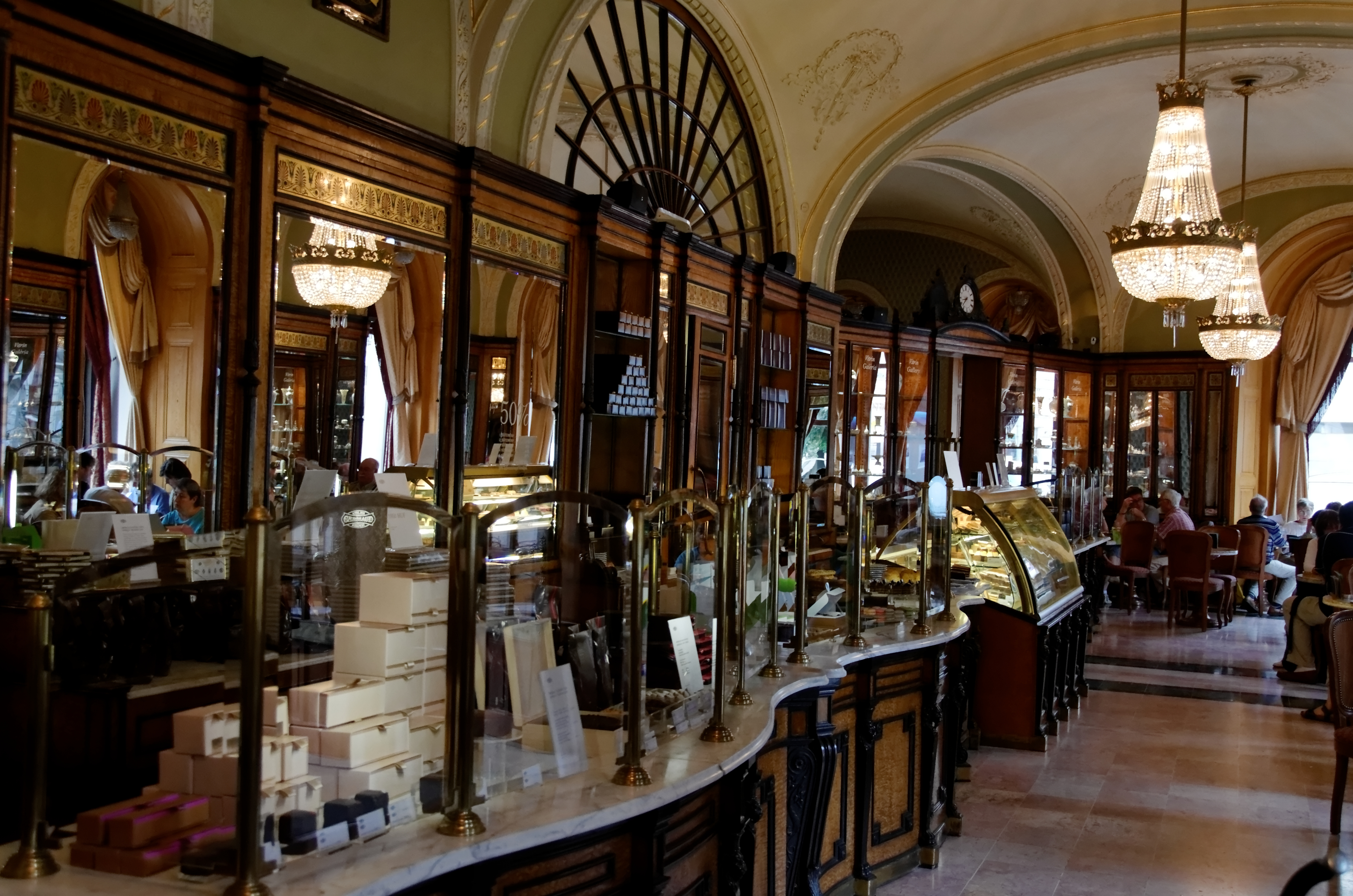
Comptoirs de la pâtisserie.
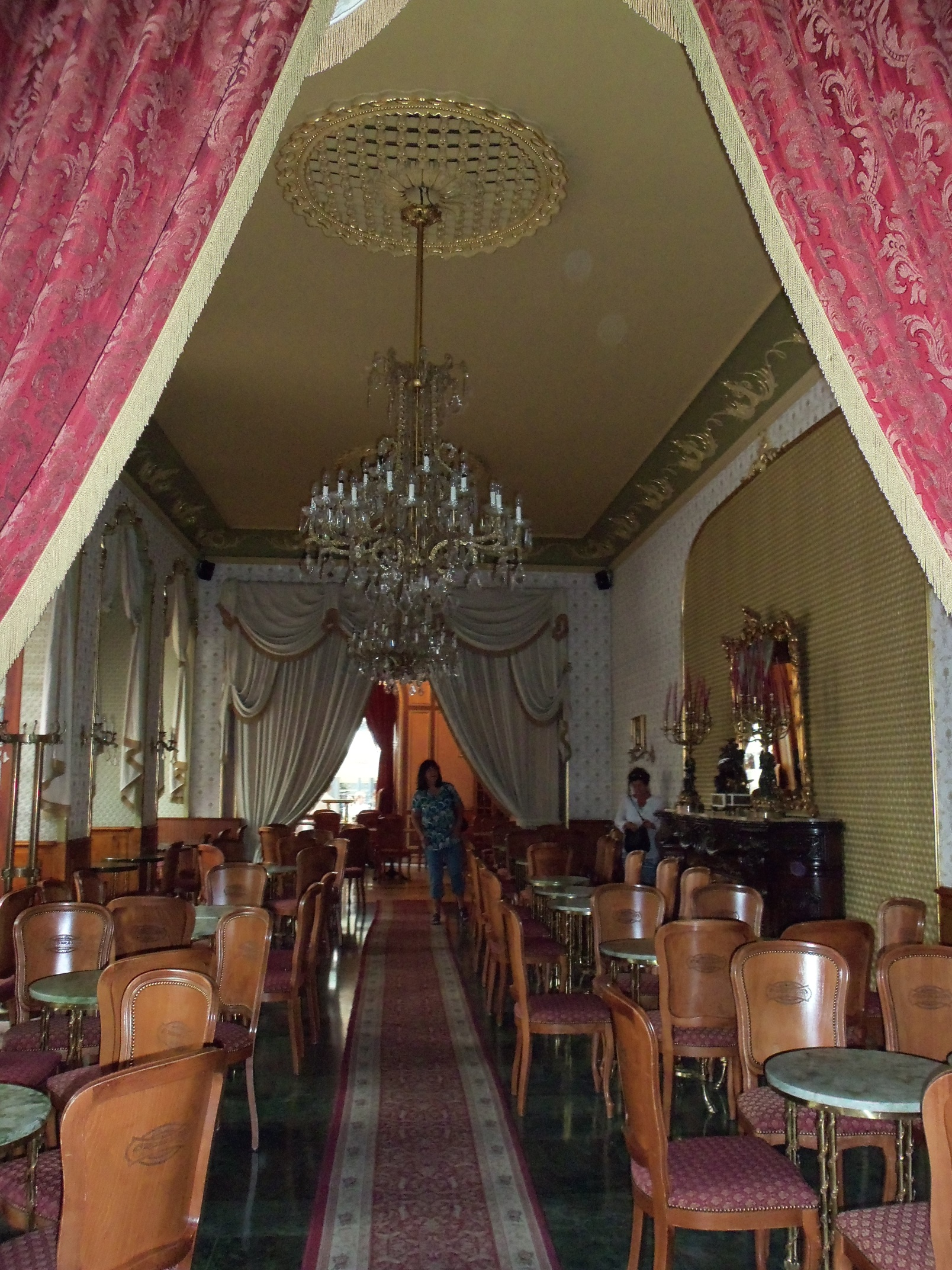
L'un des salons.